# Els Caus (Aguilar de Segarra)
Els Caus és una masia d'Aguilar de Segarra (Bages) inclosa a l'Inventari del Patrimoni Arquitectònic de Catalunya.

## Descripció
Es tracta d'una típica casa de pagès, que ha sofert reformes i afegits diversos a través dels anys.
A la façana de llevant hi ha uns porxos de grans pilars i arcs de mig punt que formen, amb el mur del davant i d'altres edificis, un pati al qual s'accedeix a través d'una gran portalada amb un escut al qual s'hi llegeix la data de 1803.